# Aminatta N'gum
Annie N'gum, voluit Aminatta Lois Runeni N'gum, geboortenaam Ruredzo (Harare, 7 juni 1953), is een Zimbabwaans-Gambiaans jurist. Ze was rechter en assistent-opperrechter in eigen land en werkte vervolgens een tiental jaren voor het Rwanda-tribunaal, onder meer als plaatsvervangend griffier. Daarna werd ze opperrechter in eigen land en is ze ernaast oproepbaar als rechter van het Internationale Residumechanisme voor Straftribunalen.

## Levensloop
N'gum, geboortenaam Ruredzo, is Zimbabwaanse van geboorte en verkreeg met haar huwelijk de Gambiaanse nationaliteit. In 1978 slaagde ze als Bachelor of Arts in de rechten en sociologie aan de Keele-universiteit in Staffordshire. In 1979 werd ze toegelaten tot de balie van de advocatenkamer van Gray's Inn voor Engeland en Wales en het jaar erop tot de balie voor Gambia. Hierna deed ze nog verschillende vervolgstudies en trainingsprogramma's, onder meer op het gebied van mensenrechten, vrouwenrechten en juridisch management. Tijdens haar werkzaamheden in Den Haag voor het Rwanda-tribunaal studeerde ze tussen 2002 en 2005 aan de Universiteit Leiden en slaagde daar als Master of Laws op het gebied van internationaal publiekrecht en internationaal strafrecht.
Vanaf 1980 doorliep ze haar carrière bij de juridische dienst van de Gambiaanse regering. Hier begon ze als magistraat eerste klasse, klom ze in 1987 op tot rechter-president en was ze van 1990 tot 1994 Master van het hooggerechtshof, waarmee ze een ondersteunende functie had voor de opperrechters. Van 1994 tot 1998 was ze senior raadsvrouwe perceelbestuur voor de Gambiaanse regering. Daarnaast vervulde ze verschillende andere juridische functies, onder meer als vrijgevestigd jurist en als docent rechten, tot ze in 1999 juridisch functionaris werd voor het tribunaal in de Tanzaniaanse stad Arusha. Voor het tribunaal werkte ze vanaf 2001 in Den Haag en vervolgens van 2006 tot 2009 opnieuw in Arusha, ditmaal als plaatsvervangend griffier van het tribunaal. Daarnaast was ze actief voor verschillende niet-gouvernementele organisaties, waaronder als medeoprichter en voorzitter van Soroptimist International Banjul.
Na haar werk voor het Rwanda-tribunaal werd ze rechter voor het hooggerechtshof in eigen land. Daarnaast werd ze in 2012 beëdigd tot rechter van het Internationale Residumechanisme voor Straftribunalen, om op oproepbasis lopende zaken af te gaan handelen van het Rwanda-tribunaal en het Joegoslavië-tribunaal.